# La Chambre
La Chambre este o comună în departamentul Savoie din sud-estul Franței. În 2009 avea o populație de 1.166 de locuitori.

## Evoluția populației
| An        | 1975 | 1982 | 1990 | 1999  | 2006  | 2009  |
| --------- | ---- | ---- | ---- | ----- | ----- | ----- |
| Populație | 874  | 960  | 981  | 1.111 | 1.163 | 1.166 |